# قطعنامه ۸۵۹ شورای امنیت
قطعنامه ۸۵۹ شورای امنیت سازمان ملل متحد که در تاریخ ۲۴ اوت ۱۹۹۳ تصویب شد، سندی بین‌المللی دربارهٔ بوسنی و هرزگوین است. این قطعنامه طی نشست ۳۲۶۹ام با ۱۵ رای موافق، ۰ مخالف و ۰ ممتنع تصویب شد.